# 林霈涵

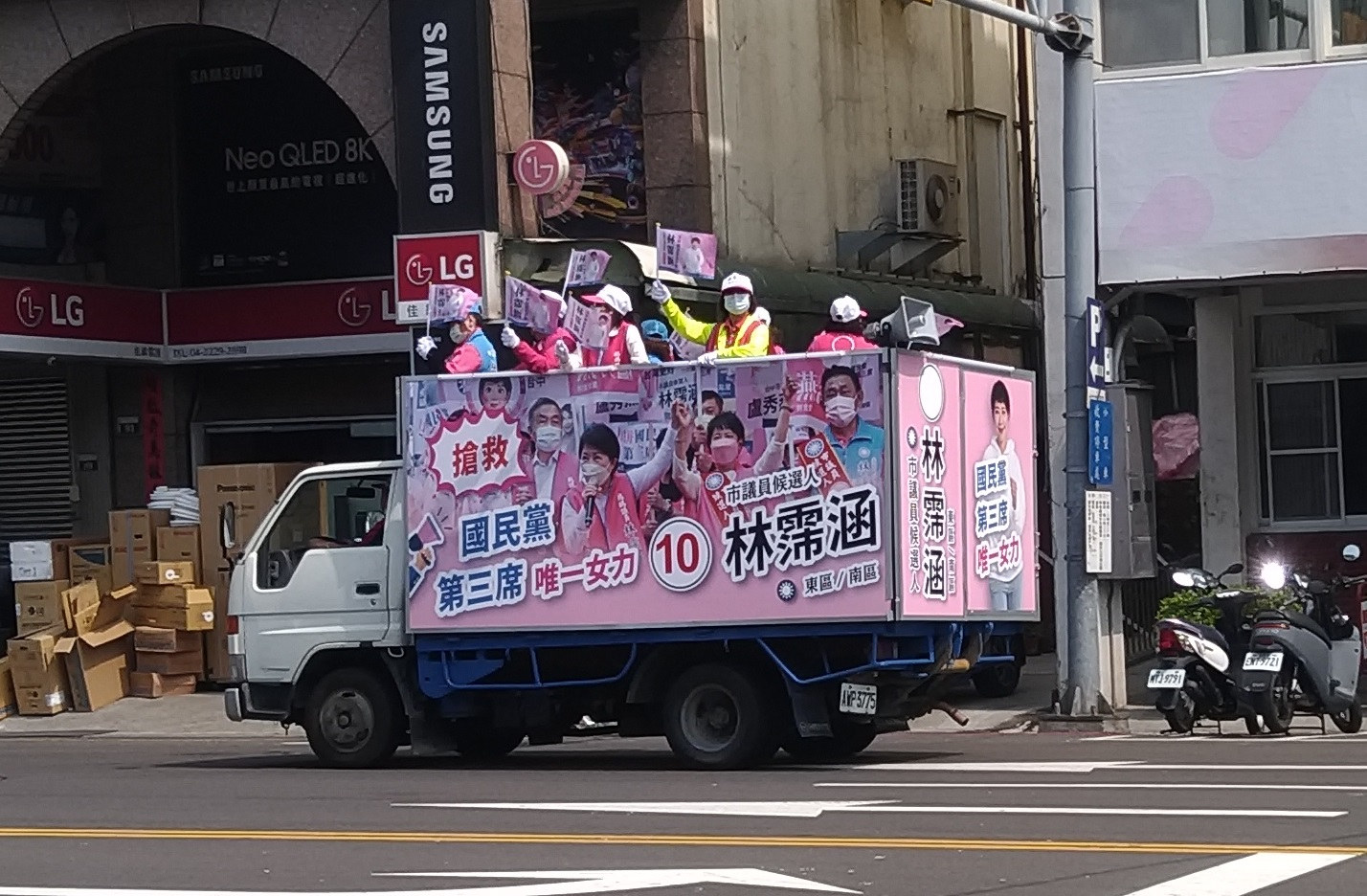
林霈涵競選第四屆臺中市議員之競選宣傳車，攝於2022年。

林霈涵，曾名林珮涵（1964年12月25日—），中華民國（臺灣）政治人物，出生於臺中市，畢業於臺中國小、東峰國中、立人高中、靜宜大學商業學系、國立台灣體育運動大學碩士。曾任前臺中市議員林張久美、林佩樂特別助理，2005年當選臺中市第十六屆市議員，2010年臺中市升格直轄市後，連任直轄市第一屆第十一選區(東區、南區)議員，2014年連任議員失利；2022年獲得中國國民黨提名參選臺中市第四屆第十一選區(東區、南區)議員選舉。

## 家庭
父親為林文田，擔任教職曾服務於育英國中；母親為林張久美，曾任三屆臺中市議員；家中排行老大，擁有四位妹妹、一位弟弟。大妹林佩樂，1989年曾獲選佳樂中華民國小姐選美亞軍，並承繼母親志業蟬聯兩屆（1998、2002年）臺中市議員 ，母女三人擔任市議員七屆近30年。

## 選舉紀錄
| 年度 | 選舉屆數               | 選舉區             | 所屬政黨   | 得票數 | 得票率 | 當選標記 | 備註 |
| ---- | ---------------------- | ------------------ | ---------- | ------ | ------ | -------- | ---- |
| 2005 | 第十六屆臺中市議員選舉 | 臺中市第三選舉區   | 中國國民黨 | 9,360  | 11.71% |          |      |
| 2010 | 第一屆臺中市議員選舉   | 臺中市第十一選舉區 | 中國國民黨 | 15,255 | 15.51% |          |      |
| 2014 | 第二屆臺中市議員選舉   | 臺中市第十一選舉區 | 中國國民黨 | 14,274 | 13.65% |          |      |
| 2022 | 第四屆臺中市議員選舉   | 臺中市第十一選舉區 | 中國國民黨 | 11,136 | 11.56% |          |      |

## 外部連結
- 林霈涵的Facebook專頁
- 林霈涵-再出發的Facebook專頁